# Einari Vuorela
Einari Arvid Vuorela, född 17 augusti 1889 i Keuru, död 10 juli 1972 i Helsingfors, var en finländsk författare. 
Vuorela gav i diktsamlingen Keväthartaus ("Vårandakt", 1921) uttryck för en seren grundstämning, vilken han kom att nyansera i sitt fortsatta författarskap. I romanen Kevätlaulu maakylästä ("Vårsång från bondbyn", 1922) gav han bakgrunden till dikternas naturkänsla. Tuomas Anhava beskrev Vuorela som "den finska litteraturens mest typiska lyriker". Han tilldelades Aleksis Kivipriset 1948 och Eino Leino-priset 1966.